# Музыка Бурятии
Музыка Бурятии — музыка (народная и профессиональная) народов, населяющих Бурятию.

## Народная музыка

### Бурятская народная музыка
Народное музыкальное творчество бурят представлено многочисленными жанрами: эпическими сказаниями (улигеры), лирическими обрядовыми, танцевальными песнями (особенно популярен танец-хоровод ёхор) и другими жанрами. Ладовая основа — ангемитонная пентатоника. В песенном творчестве прибайкальских бурят (Иркутская область) преобладает неполная пентатоника, состоящая из 3 и 4 звуков.
Для восточных бурятских песен характерны широкий диапазон, распевность, широкие интервальные ходы, полный 5-ступенный звукоряд. В западных бурятских песнях (сэгээзугаа) преобладают узкообъёмные лады (ангемитоника), вариантно-попевочное строение, их отличают прихотливость ритмики, обилие орнаментики. Песни: обрядовые, исторические, лирические, хвалебные и т.д.
Народная традиция пения восточных бурят почти не знает динамических оттенков. Обычно песни поют «во весь голос», на широком дыхании, сильным открытым звуком. Эта особенность, по-видимому, объясняется тем, что испокон веков бурятское вокальное музицирование происходило на открытом воздухе в степи.
Такая протяжная песня — продукт скотоводческого племени. Создатели протяжной песни — это пастухи, пасущие стада в степи. Одинокий пастух стремился заполнить пустоты степных просторов звонкой и широкой песней.
Первые записи бурятских народных песен были собраны и опубликованы И. Г. Гмелиным в 1852 году, затем И. С. Стальбрассом и К. Штумпфом (1887), А. Д. Рудневым (1909).

### Русская народная музыка
Старожильческий музыкальный фольклор занесён русскими переселенцами, начиная с XVII века. Песни долгое время сохраняли различные топонимические, лексические и другие черты, указывающие на их исходные регионы. Были распространены сюжетные песни (баллады, романсы), обрядовые песни (родильно-крестильные, свадебные, календарные), лирические необрядовые песни, частушки. Постепенно тексты песен изменяются в соответствии с местными говорами, традициями, природными особенностями и т.д. Свадебные песни долгое время сохранялись практически неизменными, в отличие от не обрядовых песен. В конце XIX — начале XX века разрушается свадебный ритуал; из народной традиции уходят календарные и свадебные песни.
Исторические песни существуют как общероссийские («Было дело под Полтавой», «Платов тайно у французов»), так и местные («Песня о защите Комарского острога», «Песня о походе селенгинских казаков на монголов»). Песни о местной истории не получили широкого географического распространения, остались локальными. Широкое распространение имели песни каторги и ссылки — разбойничьи, острожные, бродяжьи, а также песни «работных людей». Песня «Славное море — священный Байкал» на стихи Д. П. Давыдова стала народной песней. Календарные песни двух видов: аграрно-магические и святочные. К началу XX века календарные песни практически полностью вышли из употребления.
Инструментальная музыка в среде семейских старообрядцев Забайкалья распространена мало. Песенная традиция в современности представлена ансамблями и хорами. Сольное пение, за исключением частушечного жанра, не популярно.
Первые исследования музыкальной культуры семейских проводили П. А. Ровинский в 1873 году и Н. П. Протасов в 1926 году.
В некоторых сёлах в музыкальной традиции присутствуют индивидуальные черты. Широко распространены песни: рекрутские, хороводные, песни тюрьмы и каторги, заимствованные у старожилов Забайкалья. Сохранились традиционные свадебные песни, духовные стихи, плачи (голошения). Не сохранились календарные обрядовые песни.

## Музыка советского периода

### История
В 1920-е годы в СССР появляется профессиональная музыкальная культура. В Бурятии открываются музыкальная школа и передвижные музыкальные курсы. В 1923 году Верхнеудинская музыкальная школа преобразовывается в Верхнеудинский государственный музыкальный техникум.
В феврале 1924 года Верхнеудинский духовой оркестр НКВД БМ АССР был передан в распоряжение Наркомпроса республики и стал называться Государственным духовым оркестром. Капельмейстер коллектива Срулевич записал 10 вариантов бурятских мелодий. Это был первый духовой оркестр, исполняющий бурятскую музыку.
15 июня 1927 года в Верхнеудинске состоялся первый выпуск учеников музыкальных краткосрочных курсов Бурятского управления культуры (БУК).
В 1929 году в Верхнеудинске была открыта музыкально-театральная студия, на базе которой в 1931 году был создан техникум искусств.
У истоков профессиональной музыкальной культуры Бурятии стояли композиторы П. М. Берлинский, М. П. Фролов, В. И. Морошкин, балетмейстеры И. А. Моисеев, М. С. Арсеньев, дирижёр М. А. Бухбиндер, педагоги Т. К. Глязер, В. Д. Обыденная, режиссёры И. М. Туманов, А. В. Миронский, актёр и режиссёр Г. Ц. Цыдынжапов и другие.
Исследования бурятского музыкального фольклора вели Б. Сальмонт, П. М. Берлинский, Г. В. Башкуев, В. И. Морошкин, Б. Б Ямпилов, Д. Д. Аюшеев, Б. В. Олзоев, Д. С. Дугаров.
К середине 1930-х годов в республике действовало около 100 коллективов художественной самодеятельности. В феврале 1936 года Наркомпрос БМ АССР создал Дом самодеятельного искусства, который вскоре переименовали в Дом народного творчества, который проводил организационно-методическую деятельность: поставлял инструменты, ноты и методические материалы. При Доме народного творчества был организован первый эвенкийский театр.
19 марта 1938 года постановлением Совета Народных Комиссаров БМ АССР была основана Бурят-Монгольская государственная филармония в составе трёх штатных коллективов: симфонического оркестра, смычкового квартета и цирковой колхозной группы.
В 1938 году в Бурятском драматическом театре была поставлена первая национальная музыкальная драма «Баир» композитора П. М. Берлинского на текст Г. Ц. Цыдынжапова и А. И. Шадаева. В 1940 году драма была поставлена во второй редакции совместно с Б. Б. Ямпиловым. Во многих национальных театрах СССР в то время музыкальная драма была переходным жанром к опере.
В 1939 году был создан Оркестр бурятских народных инструментов. В его состав входило 80 музыкантов.
20 декабря 1939 года Президиум ЦИК БМ АССР принял постановление о реорганизации Национального драматического театра в музыкально-драматический. В 1948 году музыкальный театр был отделён от драматического и на основе первого был создан Бурятский театр оперы и балета.
11 мая 1940 года постановлением СНК БМ АССР создан Союз композиторов Бурят-Монгольской АССР. Его возглавил П. М. Берлинский, членами Союза стали В. Морошкин, Д. Аюшеев, Ж. Батуев, Б. Ямпилов, Н. Халбаев, Ч. Генинов, А. Бардамов.
В 1940 году была поставлена первая бурятская опера «Энхэ-Булат батор» М. П. Фролова по мотивам национального эпоса.
В 1942 году на базе Оркестра бурятских народных инструментов был создан ансамбль песни и танца, который теперь называется «Байкал».
В 1956 году был поставлен первый бурятский балет «Свет над долиной» С. Н. Ряузова. 27 февраля 1956 года открылся I съезд композиторов Бурятии.

### Композиторы
Бурятские композиторы
- Бау Ямпилов — оперы «У истоков родника» (1960), «Прозрение» (1967), «Чудесный клад» (1970), балеты «Красавица Ангара» (1959, совместно со Львом Книппером) и «Патетическая баллада» (1967), оратория «Гудящие сосны» (1965), симфоническая сюита «Цветущий край» (1953), Симфонические танцы (1959).
- Дандар Аюшеев —  оперная трилогия «Побратимы» (1958, совместно с Борисом Майзелем), «Братья» (1961), «Саян» (1967), симфонические картины «Таёжные песни» (1964), симфоническая поэма «Богатая долина» (1970).
- Жигжит Батуев — балеты «Во имя любви»,  (1958, совместно с Б. С. Майзелем), «Цветы жизни» (1962), «Чурумчуку» (1965, Якутск), «Гэсэр» (1967), «Джангар» (1971); для симфонического оркестра «Колхозная сюита» (1949).
- В. Л. Наговицин — Квартет № 2 (Бурятский) (1965),
- Лариса Санжиева - балет "Гэсэр" (либретто Л.Санжиевой), опера "Хун шубуун" (либретто Ц.Бабуевой),  симфоническая поэма "Сувинская Саксония", симфоническая миниатюра "Чжуд-ши", симфоническая картина "Сэргэ",симфоническая поэма "Рождение Гэсэра" , "В степи" пьеса для оркестра бурятских народных инструментов, концерт для иочина и фортепиано "У подножья Саянских гор", Второй концерт для ятаги и фортепиано,  "Остров небесных сетей" для оркестра бурятских народных инструментов по пьесе Тикемацу "Самоубийство на острове небесных сетей", прелюдии для фортепиано, фортепианное трио, вариации на тему бурятской народной песни "Ургыхэн Баргуужан" для ятаги фортепиано, пьесы для оркестра бурятских народных инструментов "На берегу Селенги", "Осенняя сага", симфоническая сюита "Сурхарбан" (Стрельба из лука, скачки, борьба), Два концерта для ятаги и симфонического оркестра, Трио для фортепиано, скрипки и виолончели, квинтет,  "Вечерком" трио для альт-саксофона, балалайки и баяна; концерт для лимбы и фортепиано "Приношение его Святейшеству XII Пандито хамбо ламе Д.Д.Этигелову", "Фантазия на темы Ю.Ирдынеева" для ансамбля морин-хуристов, сюита "Хун шубуун" из трех частей "Озеро", "Мэргэн у озера", "Хун шубуун", "Наскальные рисунки" для кларнета и фортепиано, "Священные знаки" для альт-саксофона и фортепиано, "Обращение к Махакале" для соло гобоя

А также Анатолий Андреев, Гавриил Дадуев,  Пурбо Дамиранов, Гур-Дарма Дашипылов, Юрий Ирдынеев, Сергей Манжигеев, Чингис Павлов, Базыр Цырендашиев, Пурбо Дамиранов, Лариса Санжиева, Александр Прибылов
Другие композиторы
П. М. Берлинский (музыкальная драма «Баир», 3-й акт написал Б. Б. Ямпилов, 1940), М. П. Фролов (опера «Энхэ-Булат-батор», 1940), В. И. Морошкин (музыкальная драма «Эржен», 1940), Рейнгольд Глиэр («Героический марш Бурят-Монгольской АССР», 1937), С. П. Ряузов (опера «Мэдэгмаша», 1949; 2-я редакция — «У подножья Саян», 1953; балет «Свет над долиной», 1956), Л. К. Книппер (опера «На Байкале», 1948; симфоническая сюита «Курумкан», 1946).

### Дирижёры и концертмейстеры
Аюша Арсаланов, Дарима Линховоин.

### Музыканты и певцы
Певцы: народные артисты СССР: Ким Базарсадаев, Дугаржап Дашиев, Лхасаран Линховоин, Галина Шойдагбаева.

народные артисты РСФСР: Бадма Балдаков, Надежда Петрова, Саян Раднаев, Чимита Шанюшкина.

заслуженные артисты РСФСР: Абида Арсаланов, Ольга Аюрова, Болот Бороев, Клавдия Гомбоева-Языкова, Вера Лыгденова, Владимир Манкетов, Николай Таров, Цырен Хоборков, Клавдия Шулунова.

народные артисты России: Вячеслав Бальжинимаев.

заслуженные артисты России: Хажидма Аюржанаева, Сергей Аюшеев, Григорий Багадаев, Аюша Данзанов, Батор Будаев, Софья Данзанэ, Сурена Дашицыренова, Дарима Дугданова, Дамба Занданов, Оксана Хингеева, Валентина Цыдыпова, Елена Шараева, Татьяна Шойдагбаева.
почетный деятель Союза композиторов России- Лариса Санжиева

### Артисты балета
Народный артист СССР: Лариса Сахьянова.

народные артисты РСФСР: Пётр Абашеев, Баир Егоров, Юрий Муруев и Екатерина Самбуева.

заслуженные артисты РСФСР: Татьяна Гергесова.

заслуженные артисты России: Ирина Баторова, Баярто Дамбаев, Владимир Кожевников.

### Музыкальные организации и учебные заведения
- Колледж искусств им. П. И. Чайковского (1931)
- Государственное автономное учреждение культуры Республики Бурятия Республиканский центр народного творчества (1936),
- Бурятский государственный академический театр оперы и балета (1938)
- Бурятская государственная филармония (1938)
- Союз композиторов Республики Бурятия (1940)
- Бурятский государственный национальный театр песни и танца «Байкал» (1942)
- Бурятское республиканское училище культуры и искусства (1947)
- Восточно-Сибирский государственный институт культуры (1960)
- Бурятский республиканский хореографический колледж имени Л. П. Сахьяновой и П. Т. Абашеева (1961)
- Музыкальные школы;

## Фестивали и конкурсы
- Всероссийский фестиваль творчества современных композиторов Бурятии "Улан-Удэнские премьеры"
- Фестиваль  творчества современных композиторов Бурятии "Цвети, Бурятия!"
- Международный фестиваль балетного искусства имени н.а. СССР Ларисы Сахьяновой и н.а. России Петра Абашеева.
- Pегиональный фестиваль семейской песни «Раздайся, Корогод!»
- Фестиваль «Играй гармонь, звени частушка».
- Региональный конкурс исполнителей народного танца «На Земле Гэсэра».
- Азиатский фестиваль скрипичной музыки «Байкальские струны».
- Фестиваль «Музы Белого месяца».
- Фестиваль «Весенний джаз в Улан-Удэ».

и другие.

## Музыкальные коллективы
Фольклорные музыкальные коллективы: «Магтаал», «Уряал», «Наран-Гоохон», «Ангара», «Ольхон», женский камерный хор «Ариг Ус», танцевальный образцовый ансамбль «Булжамуур», восточного танца «Лотос», казачий ансамбль «Княжий остров» и другие.
В 1978 году артисты филармонии создали эстрадный ансамбль «Сэлэнгэ». В 1995 году он был преобразован в фольклорно-хореографический ансамбль «Селенга».

## Постсоветский период
В апреле 2004 года был создан ансамбль песни и танца центра бурятской культуры Иркутской области «Улаалзай». Участниками ансамбля являются студенты ВУЗов города Иркутска, а также работающая молодёжь и школьники. Руководителем ансамбля является Баира Цыдыповна Аюрова, заслуженный работник культуры Республики Бурятия.